# Ainur (Tolkien)
Os Ainur (singular: Ainu) são uma raça fictícia de espíritos imortais da obra literária do filólogo e professor britânico J. R. R. Tolkien. Foram os primeiros seres a serem criados pelo pensamento de Eru Ilúvatar antes da criação de Arda, a Terra. Seu nome é traduzido do quenya como os Sagrados. A partir do tema que lhes foi proposto por Eru, desenvolveram a Grande Música, do qual criaram a Terra Média. Alguns desceram a Eä, passando a ser conhecidos como valares e maiares.

## Desenvolvimento
Através dos livros da série The History of Middle-earth, nota-se que a ideia que Tolkien apresenta dos Ainur vai evoluindo ao longo do tempo. No princípio, os Ainur (que ainda não tinham este nome) se pareciam com um panteão de deuses pagãos, sendo comum haver Ainur irmãos ou com filhos. Posteriormente, eles foram se aproximando da ideia cristã de anjos.
Seus aspectos físicos não apresentam descrições completas em escrito, afinal, segundo Tolkien estes seres poderiam assumir formas variadas e até mesmo revestir-se com seus pensamentos, descortinados por enorme glória e terror. Sua majestade se comparada às terras de Arda era grandiosa e inigualável, de acordo com o Silmarillion.

## História fictícia
Antes da Criação, Eru Ilúvatar fez os Ainur ou "os sagrados". Este nome em quenya vem da raiz élfica ayan- "reverenciar, tratar com admiração". "Os Ainur só aparecem no plural [em textos élficos], já que depois da Criação todos os que foram Maiar incluem Valar e seus parentes menores, mas não aqueles que não participaram da Grande Música, ou então não entraram em Eä." Isso significa que apenas textos apócrifos escritos por Homens ou por Hobbits usavam o singular Ainu.
O Universo foi criado através da Música dos Ainur ou Ainulindalë, música cantada pelos Ainur em resposta aos temas criados por Eru. Este universo, a canção dotada de existência por Eru, foi chamada em quenya de Eä. A terra foi chamada de Arda. Aqueles entre os Ainur que sentiam preocupação pela Criação entraram nela, e tornaram-se conhecidos como os valares e maiares, os guardiões da Criação.
O vala Melkor ou Melko reivindicou a Terra para si mesmo. Seu irmão Manwë e vários outros Valar decidiram confrontá-lo. O conflito entre os Valar e Melkor marcou profundamente o mundo. De acordo com O Silmarillion, os Valar e Maiar — com a ajuda do Vala Tulkas, que entrou na Criação por último — conseguiram exilar Morgoth, a manifestação física de Melkor, no Vazio.

## Valar
Os Valar, (singular: Vala), eram os mais poderosos dentre os Ainur, recebendo o título de Valar apenas os mais poderosos dentre os Ainur que adentraram em Arda, finalizando o desenvolvimento material do planeta após sua criação pela Música dos Ainur (Ainulindalë).
O termo Valar é usualmente utilizado por Tolkien para descrever todos os Ainur que adentraram Arda, porém seu uso mais frequente se refere aos catorze mais poderosos Ainur.

## Maiar
Os Maiar (singular: Maia), estão entre uma classe de seres do Universo Fantástico de J. R. R. Tolkien. Sobrenaturais e angelicais, eles são "Ainur inferiores" que entraram em "Eä" no começo dos tempos.
O nome Maiar está na língua quenya (uma das várias línguas construídas) que vem da raiz élfica maya- "excelente, admirável".
Maiar às vezes se refere a todos os Ainur que entraram em Eä, a "Criação", mas com mais frequência aos menos poderosos entre eles: "Maia é o nome dos Parentes dos Valar, mas especialmente daqueles de menor poder que os nove grandes governantes", escreveu Tolkien.
Sendo de origem divina e possuindo grande poder, os Maiar podem vagar pelo mundo invisível ou moldar-se à moda dos elfos ou de outras criaturas; esses "véus", chamados fanar em quenya, podiam ser destruídos, mas seu verdadeiro ser não. Raramente os Maiar adotaram suas formas visíveis para elfos e homens, e por essa razão, muito poucos Maiar têm nomes em suas línguas, e os elfos não sabem quantos Maiar existem.
Dentre a classe dos Maia, três receberam grande destaque nas obras de Tolkien, sendo seus nomes mais conhecidos os de Saruman O Branco, Gandalf o Cinzento (posteriormente O Branco) e Sauron.

### Maiar conhecidos
Eis os principais maiar, citados nas obras de Tolkien, com seus nomes dados em quenya:
- Arien
- Eönwë
- Ilmarë
- Melian
- Ossë
- Tilion
- Uinen
- Olórin (Gandalf)
- Rómenstámo e Morínehtar (Magos Azuis)
- Aiwendil (Radagast)
- Curunír (Saruman)
- Mairon (Sauron)

### Istari
Dentre os Maiar há os Istari, um pequeno grupo de magos, de aspecto semelhante ao dos Homens, mas possuindo maior capacidades físicas e mentais. Sendo Maiar em forma corpórea, os Istari possuem limitações às suas capacidades, diferentemente de Sauron, o qual veio a Arda em sua forma espiritual.
Os mais importantes nos livros são Gandalf, o Cinzento e Saruman, o Branco. Desde Aman há uma certa desavença entre Saruman e Gandalf, muito mais por parte daquele do que por este que, desde o princípio, preferira ficar em Aman, pois "estava cansado e era fraco para enfrentar Sauron". Diz-se que antes de sua partida de Aman, Gandalf seria o terceiro, ao que Varda teria dito o contrário, que ele iria, mas não como o terceiro (vide O Silmarillion), e disso Saruman se lembrou. Tornou-se ainda do conhecimento de Saruman que Gandalf havia recebido de Círdan, Senhor dos Portos, o Anel do Fogo, Narya, pois viu que ele teria "uma missão difícil, e precisaria do anel para acender os corações na Terra-Média".
N'O Silmarillion há dúvidas quanto à quantidade exata de istaris que teriam ido à Terra-Média. Dos cinco que entraram nas histórias, dois tiveram papel principal, um terceiro, Radagast, teria se desviado de seu intento, e os outros dois teriam se perdido no leste.
Diz-se que Radagast se perdeu ao se importar mais com os animais e plantas do que com sua missão de ajudar o povo de Arda. O que de certo parece estranho, pois, desde o princípio, ele fora escolhido por Yavanna, que era a "patrona" tanto dos animais quanto das plantas. Ademais, sempre fora grande o desprezo que Saruman tinha por ele. Mesmo em Aman, foi necessário que Yavanna insistisse muito com ele para que pudesse levar consigo Radagast.
Já os Magos Azuis, sabe-se que foram para o Leste com Saruman, mas de lá nunca retornaram. Não se sabe ao certo o que aconteceu com eles; talvez tenham também se perdido em seu intento, ou tenham sido capturados por Sauron e submetidos à vontade dele.
Os cinco eram:
- Gandalf (conhecido ainda por Mithrandir, Olórin, Tharkûn, Íncanus, o Cinzento ou o Branco)
- Saruman (Curunír, Curumo, Sharkey, o Branco ou de muitas cores)
- Radagast (Aiwendil ou o Castanho)
- Alatar (O azul, mais citado junto de Pallando como os "Magos azuis")
- Pallando (O azul, citado mais junto de Alatar como os "Magos azuis")